# Down with the Sickness
«Down with the Sickness» — сингл американской рок-группы Disturbed с их дебютного альбома The Sickness. Песня была записана в 1999 году и была выпущена как четвёртый сингл с альбома The Sickness. Песня стала одной из самых известных песен Disturbed и была их первым синглом, который был удостоен золотого статуса в Соединенных Штатах американской ассоциацией звукозаписывающих компаний.

## Видеоклип
Видеоклип составлен из различных концертных выступлений Disturbed. Ненормативная лексика в нём не подверглась цензуре, однако была вырезана часть песни, в которой говорится о мальчике, который подвергся насилию со стороны матери.

## Кавер-версии
- Richard Cheese and Lounge Against the Machine записали кавер на «Down with the Sickness» и включили его в альбом Tuxicity.
- Некоторые части песни были использованы в треке «Angry White Boy Polka», который был записан «Странным» Элом Янковичем и был включён в его альбом Poodle Hat.

## Позиция в чарте
| Год  | Чарт                         | Позиция |
| ---- | ---------------------------- | ------- |
| 2001 | США (Mainstream Rock Tracks) | 5       |
| 2001 | США (Modern Rock Tracks)     | 8       |
| 2006 | США (Hot Ringtones)          | 6       |